# Kościół św. Jana i Pawła Męczenników w Katowicach
Kościół Świętych Jana i Pawła Męczenników – rzymskokatolicki kościół parafialny należący do dekanatu Katowice-Załęże archidiecezji katowickiej. Znajduje się w katowickiej dzielnicy Dąb.

## Historia
Budowa nowej świątyni murowanej została rozpoczęta w 1901 roku. Kościół został zaprojektowany w stylu neoromańskim z elementami stylu eklektycznego przez opolskiego architekta Ludwiga Schneidera z Opola. Nowa świątynia została wzniesiona na miejscu starej. Składa się z jednej nawy z transeptem, w której zostały umieszczone trzy ołtarze – główny w prezbiterium, z obrazem patronów świątyni, i dwa boczne z obrazami Świętej Rodziny oraz Matki Bożej. Ostatni obraz oraz ambona znajdowały się wcześniej w drewnianej świątyni. Ściany nowej świątyni zostały ozdobione freskami przez wrocławskich malarzy. Mieszkańcy Dębu ofiarowali do nowej świątyni kilka sprzętów, m.in. ówczesny naczelnik gminy, Tomasz Kosz, podarował zegar na wieżę, a rodziny Pilchów, Kraclów i Adamców ufundowały witraże do okien. Kościół był dwukrotnie konsekrowany. Pierwszy raz uroczystość odbyła się w 1902 roku i przewodniczył jej ksiądz dziekan Wiktor Schmid z Katowic. Kolejny raz świątynia została poświęcona w dniu 15 października tego samego roku przez kardynała Georga von Koppa, który osobiście przybył do parafii. Sześć lat po zakończeniu prac budowlanych z okazji 50. rocznicy objawień w Lourdes w kruchcie świątyni została zbudowana grota Matki Boskiej.

## Galeria

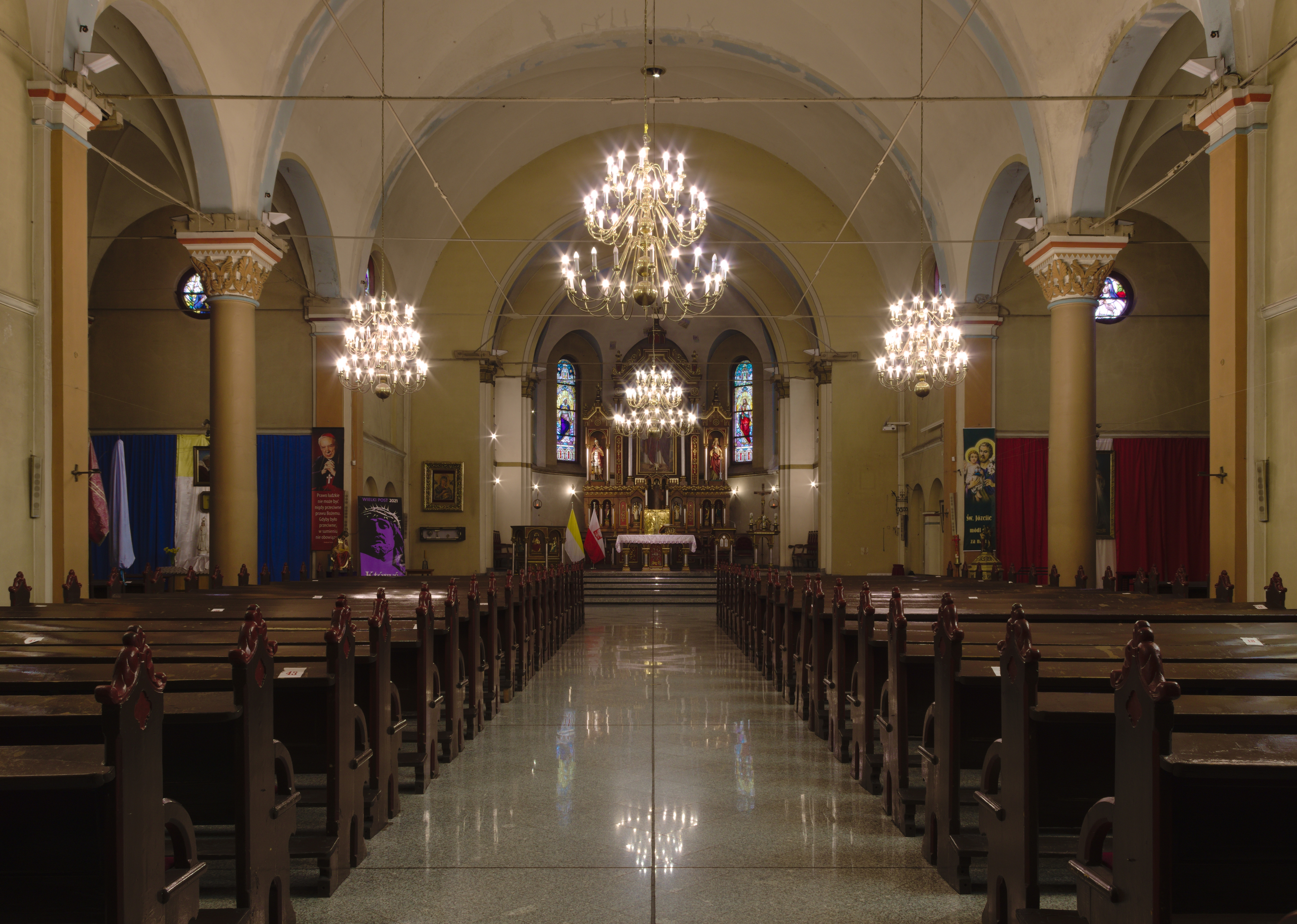
Wnętrze, widok w stronę ołtarza
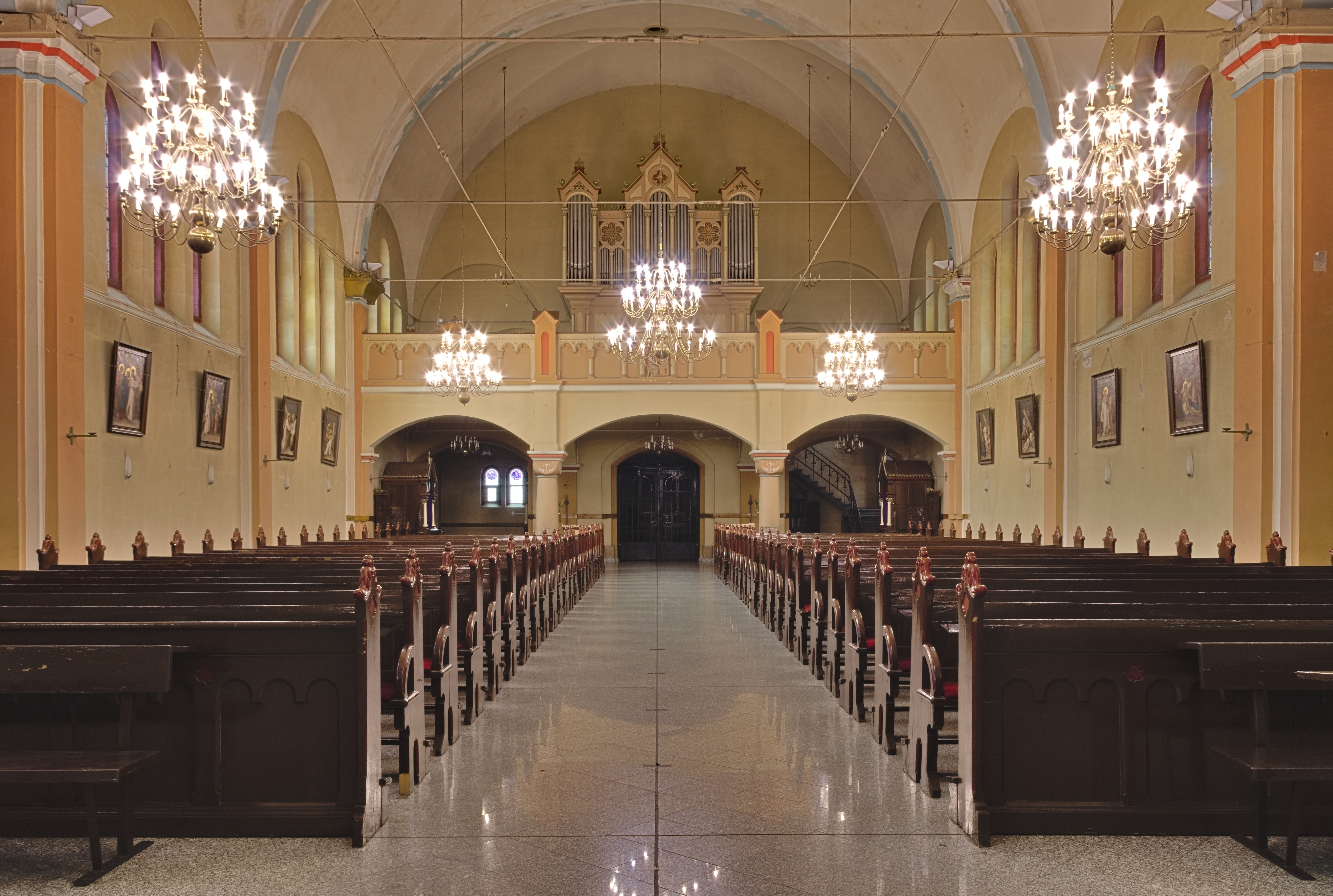
Wnętrze, widok w stronę empory organowej
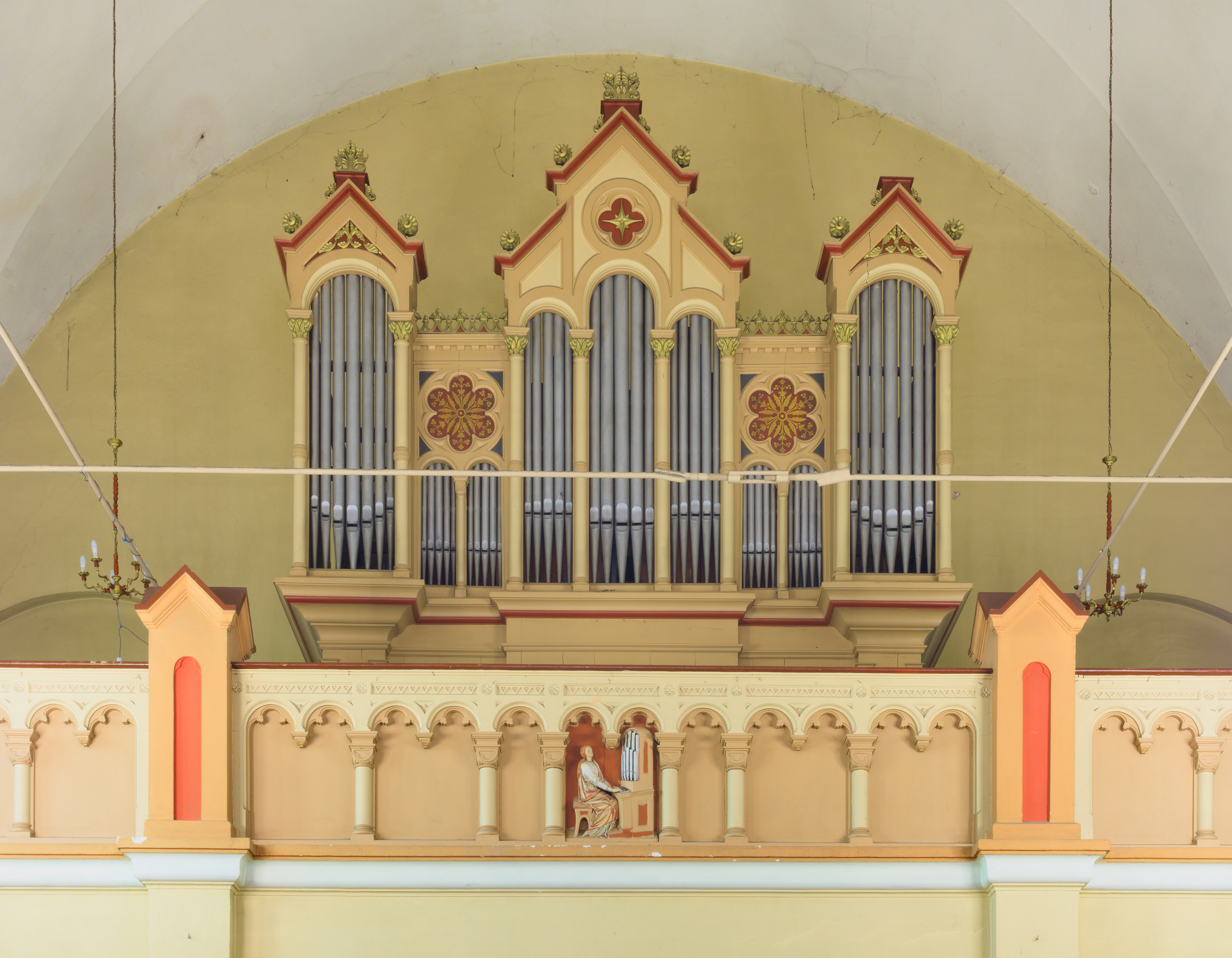
Prospekt organowy
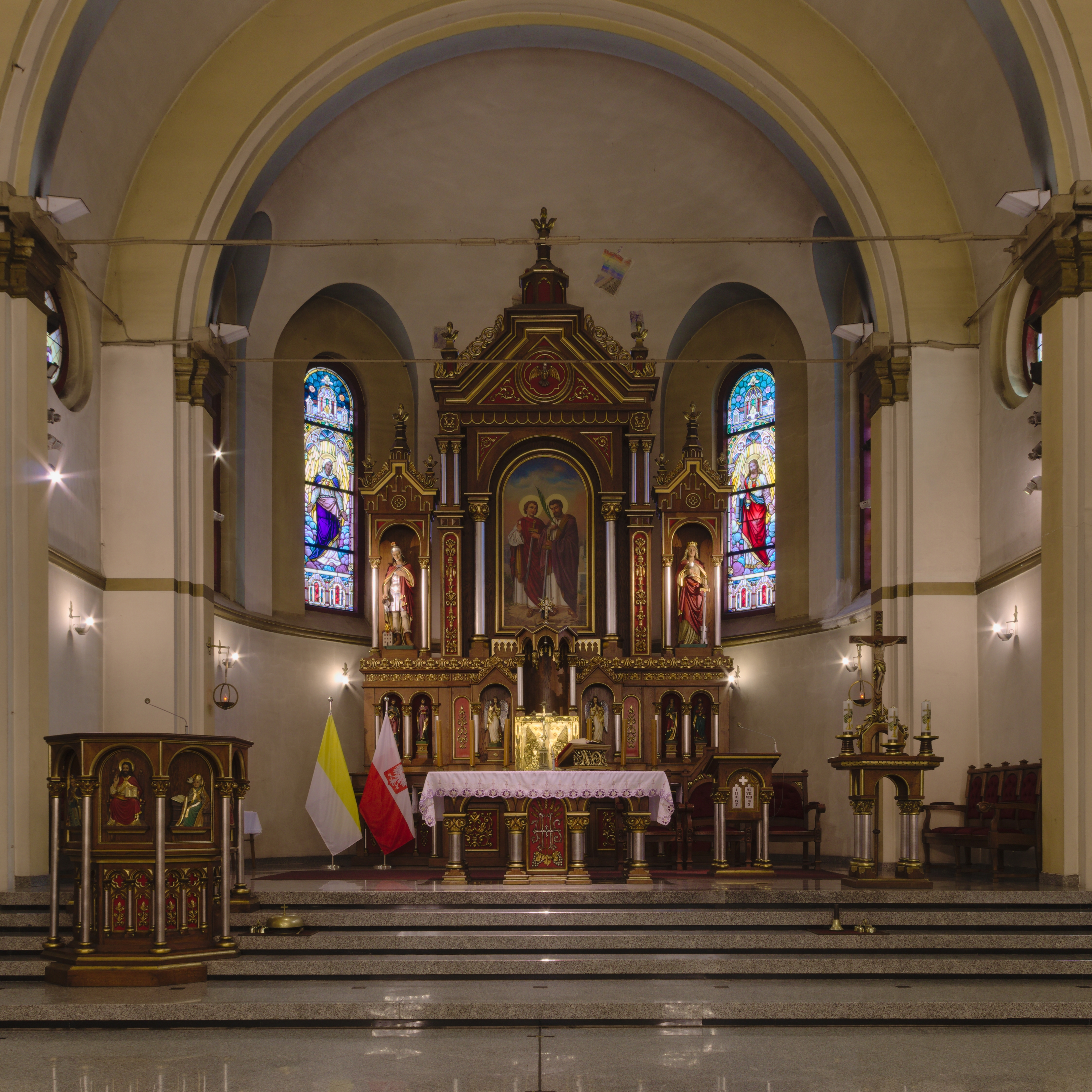
Prezbiterium
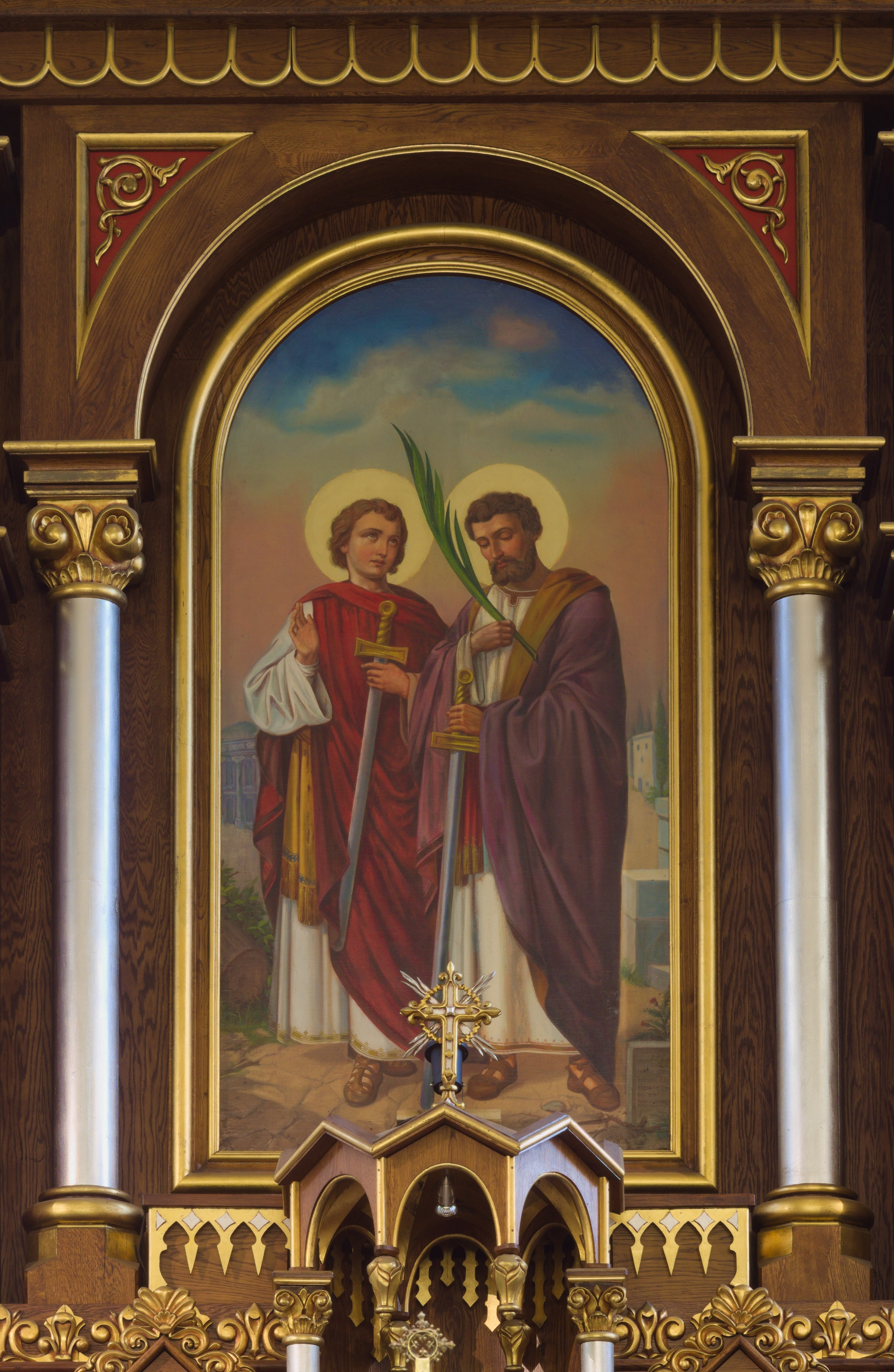
Obraz w ołtarzu głównym z wizerunkami patronów
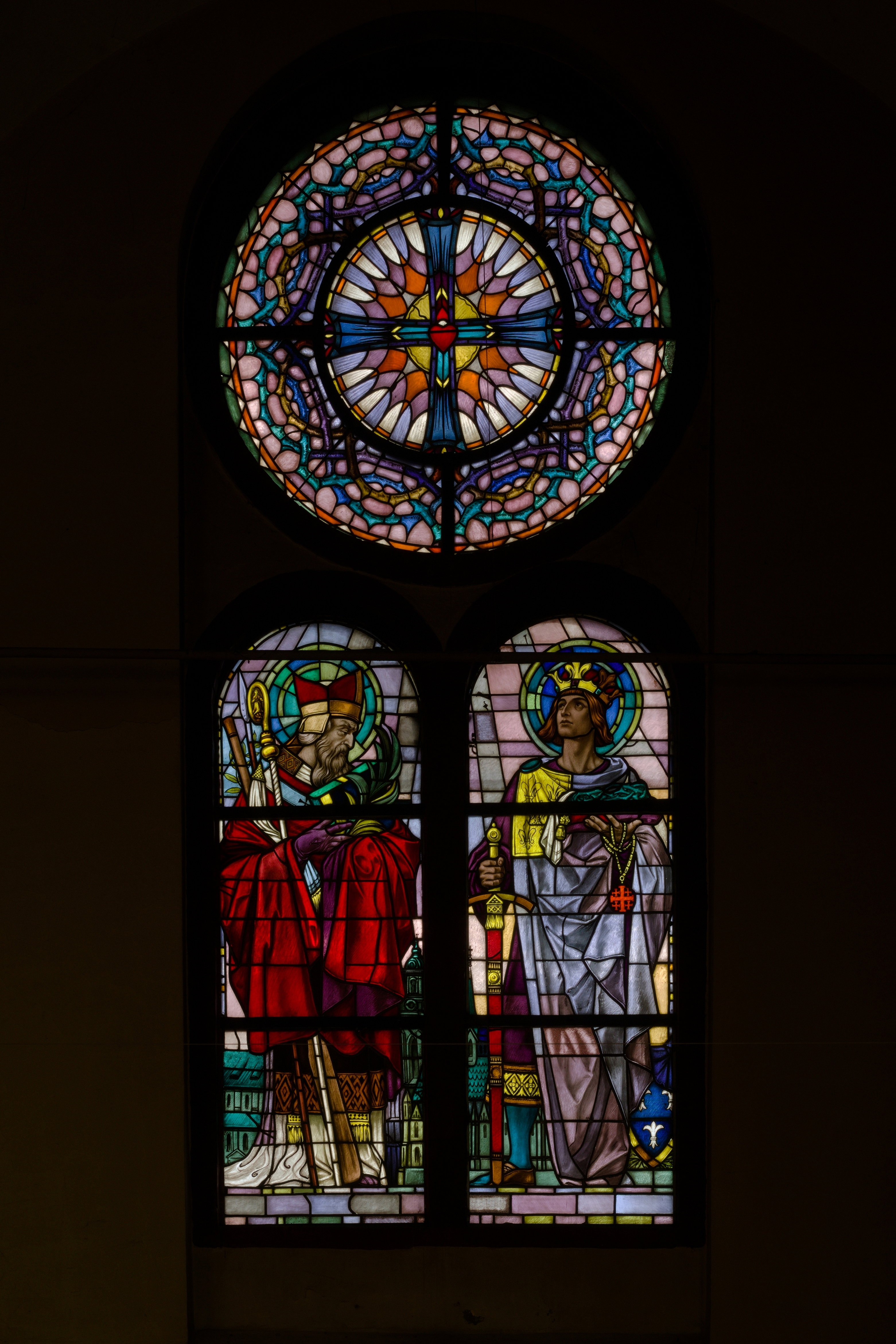
Witraż z wizerunkami św. Wojciecha i św. Ludwika IX